# زبابة دنيبرية
زبابة دنيبرية (الاسم العلمي: Sorex averini) (بالإنجليزية: Dneper Common Shrew)‏ هي نوع من الثدييات يتبع جنس الزبابة من الفصيلة الزبابات.